# Campionati sloveni di sci alpino
I Campionati sloveni di sci alpino sono una competizione sciistica che si svolge ogni anno, generalmente nel mese di marzo, in una diversa stazione sciistica slovena (anche se a volte alcune gare si sono disputate in altre località alpine). Organizzati dalla Federazione sciistica della Slovenia (Smučarska Zveza Slovenije), decretano il campione e la campionessa sloveni di ogni specialità sciistica attraverso una singola gara.
Fin dalla prima edizione tenutasi nel 1991 sono stati assegnati i titoli maschili e femminili di discesa libera, supergigante, slalom gigante, slalom speciale e combinata (o supercombinata). Negli anni precedenti il 1991 gli sciatori sloveni partecipavano ai Campionati jugoslavi, che in seguito alla dissoluzione dello Stato balcanico non sono stati più disputati.

## Albo d'oro

### Discesa libera
| Edizione | Uomini                   | Donne                 |
| -------- | ------------------------ | --------------------- |
| 1991     | Mitja Kunc               | Lea Ribarič           |
| 1992     | non assegnato            | non assegnato         |
| 1993     | Miran Ravter             | Mojca Suhadolc        |
| 1994     | non assegnato            | non assegnato         |
| 1995     | Matej Jovan              | Mojca Suhadolc        |
| 1996     | Aleš Brezavšček          | Tina Bogataj          |
| 1997     | non assegnato            | non assegnato         |
| 1998     | Peter Pen                | Špela Bračun          |
| 1999     | Jernej Koblar            | Anja Kalan            |
| 2000     | Ožbi Ošlak               | Mojca Suhadolc        |
| 2001     | non assegnato            | non assegnato         |
| 2002     | non assegnato            | non assegnato         |
| 2003     | Gregor Šparovec          | Urška Rabič           |
| 2004     | Andrej Šporn             | Urška Rabič           |
| 2005     | Gregor Šparovec          | Urška Rabič           |
| 2006     | Alek Glebov              | Petra Robnik          |
| 2007     | Rok Perko                | Ilka Štuhec           |
| 2008     | Andrej Šporn             | Ilka Štuhec           |
| 2009     | Rok Perko                | Petra Robnik          |
| 2010     | non assegnato            | Maruša Ferk           |
| 2011     | non assegnato            | non assegnato         |
| 2012     | non assegnato            | non assegnato         |
| 2013     | Boštjan Kline            | non assegnato         |
| 2014     | Andrej Šporn             | Ilka Štuhec           |
| 2015     | Klemen Kosi              | Ilka Štuhec           |
| 2016     | Boštjan Kline            | Ilka Štuhec           |
| 2017     | Martin Čater             | Ana Bucik Meta Hrovat |
| 2018     | Martin Čater             | Meta Hrovat           |
| 2019     | Klemen Kosi              | Jera Kompan           |
| 2020     | non assegnato            | non assegnato         |
| 2021     | Nejc Naraločnik          | Žana Ciglič           |
| 2022     | Boštjan Kline            | Andreja Slokar        |
| 2023     | Martin Čater Miha Hrobat | Ilka Štuhec           |

### Supergigante
| Edizione | Uomini                         | Donne                |
| -------- | ------------------------------ | -------------------- |
| 1991     | Jure Košir                     | Andreja Potisk Ribič |
| 1992     | Jure Košir                     | Nataša Bokal         |
| 1993     | Jure Košir                     | Mojca Suhadolc       |
| 1994     | non assegnato                  | non assegnato        |
| 1995     | Jure Košir                     | Mojca Suhadolc       |
| 1996     | Aleš Brezavšček                | Tina Bogataj         |
| 1997     | Peter Pen                      | Mojca Suhadolc       |
| 1998     | Peter Pen                      | Špela Bračun         |
| 1999     | Gregor Šparovec                | Anja Kalan           |
| 2000     | Jernej Koblar                  | Špela Bračun         |
| 2001     | non assegnato                  | non assegnato        |
| 2002     | Andrej Jerman Primož Skerbinek | Tina Maze            |
| 2003     | Gregor Šparovec                | Urška Rabič          |
| 2004     | Rok Perko                      | Ana Drev             |
| 2005     | Gregor Šparovec                | Maša Redenšek        |
| 2006     | Alek Glebov                    | Mateja Robnik        |
| 2007     | Rok Perko                      | Ilka Štuhec          |
| 2008     | Rok Perko                      | Ilka Štuhec          |
| 2009     | Rok Perko                      | Tina Maze            |
| 2010     | non assegnato                  | non assegnato        |
| 2011     | Andrej Jerman                  | Katja Horvat         |
| 2012     | Klemen Kosi                    | Ana Kobal            |
| 2013     | Rok Perko                      | Ilka Štuhec          |
| 2014     | Andrej Šporn                   | Ilka Štuhec          |
| 2015     | Boštjan Kline                  | Ilka Štuhec          |
| 2016     | Martin Čater                   | Maruša Ferk          |
| 2017     | Martin Čater                   | Saša Brezovnik       |
| 2018     | Martin Čater                   | Neja Dvornik         |
| 2019     | Klemen Kosi                    | Saša Brezovnik       |
| 2020     | non assegnato                  | non assegnato        |
| 2021     | Martin Čater                   | Neja Dvornik         |
| 2022     | Boštjan Kline                  | Andreja Slokar       |
| 2023     | Martin Čater                   | Nika Tomšič          |

### Slalom gigante
| Edizione | Uomini                   | Donne         |
| -------- | ------------------------ | ------------- |
| 1991     | Mitja Kunc               | Barbara Brlec |
| 1992     | Mitja Kunc               | Nataša Bokal  |
| 1993     | Mitja Kunc               | Špela Pretnar |
| 1994     | Gregor Grilc             | Špela Pretnar |
| 1995     | Jure Košir               | Špela Pretnar |
| 1996     | Jernej Koblar Mitja Kunc | Urška Hrovat  |
| 1997     | Jure Košir               | Špela Pretnar |
| 1998     | Jure Košir               | Špela Pretnar |
| 1999     | Jure Košir               | Špela Pretnar |
| 2000     | Jernej Koblar            | Alenka Dovžan |
| 2001     | non assegnato            | non assegnato |
| 2002     | Jernej Koblar            | Tina Maze     |
| 2003     | Aleš Gorza               | Tina Maze     |
| 2004     | Aleš Gorza               | Tina Maze     |
| 2005     | Aleš Gorza               | Tesa Herman   |
| 2006     | Mitja Valenčič           | Mateja Robnik |
| 2007     | Aleš Gorza               | Maruša Ferk   |
| 2008     | Andrej Šporn             | Ilka Štuhec   |
| 2009     | Rok Perko                | Tina Maze     |
| 2010     | Miha Kuerner             | Tina Maze     |
| 2011     | Matic Skube              | Ula Hafner    |
| 2012     | Matic Skube              | Tina Maze     |
| 2013     | non assegnato            | non assegnato |
| 2014     | Klemen Kosi              | Ana Drev      |
| 2015     | Jakob Špik               | Ana Drev      |
| 2016     | Martin Čater             | Ana Drev      |
| 2017     | Miha Hrobat              | Ana Drev      |
| 2018     | Žan Grošelj              | Meta Hrovat   |
| 2019     | Štefan Hadalin           | Neja Dvornik  |
| 2020     | non assegnato            | non assegnato |
| 2021     | Štefan Hadalin           | Meta Hrovat   |
| 2022     | Žan Kranjec              | Tina Robnik   |
| 2023     | Žan Kranjec              | Neja Dvornik  |

### Slalom speciale
| Edizione | Uomini          | Donne                    |
| -------- | --------------- | ------------------------ |
| 1991     | Jure Košir      | Katjuša Pušnik           |
| 1992     | Gregor Grilc    | Urška Hrovat             |
| 1993     | Mitja Kunc      | Urška Hrovat             |
| 1994     | Jure Košir      | Katja Koren              |
| 1995     | Jure Košir      | Katja Koren              |
| 1996     | Andrej Miklavc  | Urška Hrovat Katja Koren |
| 1997     | Jure Košir      | Nataša Bokal             |
| 1998     | Matjaž Vrhovnik | Nataša Bokal             |
| 1999     | Jure Košir      | Špela Pretnar            |
| 2000     | Matjaž Vrhovnik | Alenka Dovžan            |
| 2001     | Jure Košir      | Lea Dabič                |
| 2002     | Mitja Dragšič   | Lea Dabič                |
| 2003     | Mitja Kunc      | Lea Dabič                |
| 2004     | Mitja Kunc      | Ana Drev                 |
| 2005     | Jure Košir      | Ana Drev                 |
| 2006     | Mitja Dragšič   | Petra Robnik             |
| 2007     | Mitja Valenčič  | Katja Jazbec             |
| 2008     | Matic Skube     | Ilka Štuhec              |
| 2009     | Bernard Vajdič  | Petra Robnik             |
| 2010     | Matic Skube     | Ana Drev                 |
| 2011     | Mitja Valenčič  | Tina Maze                |
| 2012     | Matic Skube     | Ilka Štuhec              |
| 2013     | Mitja Valenčič  | Tina Robnik              |
| 2014     | Aljaž Dvornik   | Ana Bucik                |
| 2015     | Matic Skube     | Ilka Štuhec              |
| 2016     | Štefan Hadalin  | Ana Bucik                |
| 2017     | Štefan Hadalin  | Maruša Ferk              |
| 2018     | Štefan Hadalin  | Meta Hrovat              |
| 2019     | Štefan Hadalin  | Neja Dvornik             |
| 2020     | Anže Gartner    | Anja Oplotnik            |
| 2021     | Štefan Hadalin  | Andreja Slokar           |
| 2022     | Anže Gartner    | Ana Bucik                |
| 2023     | non assegnato   | non assegnato            |

### Combinata
| Edizione | Uomini          | Donne            |
| -------- | --------------- | ---------------- |
| 1991     | Jure Košir      | Mojca Suhadolc   |
| 1992     | non assegnato   | non assegnato    |
| 1993     | Mitja Kunc      | Špela Pretnar    |
| 1994     | non assegnato   | non assegnato    |
| 1995     | Matej Jovan     | Špela Bračun     |
| 1996     | Mitja Kunc      | Katja Koren      |
| 1997     | non assegnato   | non assegnato    |
| 1998     | Drago Grubelnik | Katarina Breznik |
| 1999     | Mitja Dragšič   | Lea Dabič        |
| 2000     | Jernej Koblar   | Katarina Breznik |
| 2001     | non assegnato   | non assegnato    |
| 2002     | non assegnato   | non assegnato    |
| 2003     | Aleš Gorza      | Urška Rabič      |
| 2004     | Bernard Vajdič  | Ana Drev         |
| 2005     | Aleš Gorza      | Alenka Kuerner   |
| 2006     | Andrej Šporn    | Urška Rabič      |
| 2007     | Rok Perko       | Maruša Ferk      |
| 2008     | Andrej Šporn    | Ilka Štuhec      |
| 2009     | Mitja Dragšič   | Katarina Lavtar  |
| 2010     | non assegnato   | Maruša Ferk*     |
| 2011     | Tomaž Velečič   | Ana Bucik        |
| 2012     | Klemen Kosi     | Ilka Štuhec      |
| 2013     | non assegnato   | non assegnato    |
| 2014     | Mišel Žerak     | Eli Plut         |
| 2015     | Boštjan Kline   | Ilka Štuhec      |
| 2016     | Štefan Hadalin  | Maruša Ferk      |
| 2017     | Klemen Kosi     | Ana Bucik        |
| 2018     | Štefan Hadalin  | Neja Dvornik     |
| 2019     | Miha Hrobat     | Saša Brezovnik   |
| 2020     | non assegnato   | non assegnato    |
| 2021     | Štefan Hadalin  | Neja Dvornik     |
| 2022     | Rok Ažnoh       | Andreja Slokar   |
| 2023     | Klemen Kosi     | Nika Tomšič      |

* Nel 2010 la supercombinata non è stata disputata. Per l'assegnazione del titolo sono stati presi in considerazione i risultati di discesa, gigante e slalom..

### Parallelo
| Edizione | Uomini          | Donne         |
| -------- | --------------- | ------------- |
| 2020     | non assegnato   | non assegnato |
| 2021     | Nejc Naraločnik | Nika Murovec  |